# Blautia producta
Espèce
Blautia producta est une espèce de bactéries gram positives de la famille des Lachnospiraceae.

## Description
C'est une bactérie à coloration de Gram positive.

## Taxonomie
Le nom correct complet (avec auteur) de ce taxon est Blautia producta (Prévot, 1941) Liu et al., 2008. Le nom de ce taxon a été validé la même année.
Blautia producta a pour synonymes :
- Peptostreptococcus productus (Prévot 1941) Smith, 1957
- Ruminococcus productus (Prévot, 1941) Ezaki et al., 1994
- Streptococcus productus Prévot, 1941

### Étymologie
L'étymologie de l'épithète l'espèce Blautia producta est la suivante : pro.duc.ta. L. fem. part. adj. producta, allongé, étendu.